# Егио
Егио (грч. Αίγιο Aigio, Egio) град је у западној Грчкој, у области Пелопонеза. Егио је други по величини и значају град округа Ахаја у оквиру периферије Западна Грчка. 

## Положај
Егио се налази на северној обали полуострва Пелопонез, на 170 км удаљености западно од Атине и 40 км источно од Патраса. Град се налази у приобалној равници, на јужној обали Коринтског залива.

## Становништво
У последња три пописа кретање становништва Егија било је следеће:
| 1981.  | 1991.  | 2001.  |
| ------ | ------ | ------ |
| 20.955 | 22.178 | 21.255 |

| 1981. | 1991.  | 2001.  |
| ----- | ------ | ------ |
| -     | 28,903 | 27,741 |